# Данься (рельєф)
Данься (кит.: 中國丹霞, піньінь: Dān Xiá) — комплекс природних районів в китайських провінціях Хунань, Гуандун, Фуцзянь, Цзянсі, Чжецзян і Ґуйчжоу. У 2010 році на 34 сесії у м. Бразиліа (Бразилія)включено до Всесвітньої спадщини ЮНЕСКО. Назва перекладається як «Червона хмара».

## Опис
Загальна площа становить 82.151 га, тягнеться на 1700 км. Об'єкт «рельєф Данься» включає в себе шість мальовничих зон: повіт Тайнін провінції Фуцзянь, гори Ланшань провінції Хунань, гори Даньсяшань провінції Гуандун, гори Лунхушань в провінції Цзянсі (включно з піком Гуйфень), гори Цзянланшань в провінції Чжецзян, місто Чишуй в провінції Ґуйчжоу. Разом вони за формою нагадують напівмісяць. Водночас це поєднання піків, стовпів, скель, ущелин, струмків, гірських річок, водоспадів.
Рельєф утворився під впливом ендогенних (зокрема підняття) і екзогенних сил (насамперед вивітрювання та ерозії). Основу складає червоний пісковик (континентальні теригенні осадові породи), з якого утворилися гори. Завдяки цьому гори, а особливо їх піки мають червонувате забарвлення. Звідси походить китайська назва усього комплексу: червоні піки щільно розташовані, височать у горі, створюючи враження великої червоної хмари.
Тут поширені широколисні субтропічні вічнозелені ліси, представлено 400 видів рідкісних представників флори і фауни.

## Захист
До того, як Данься отримав статус Всесвітньої спадщини ці гори та місцини опинилися під захистом уряду КНР, який надав їм статусу національного парку, національного заповіднику, геопарку.